# Alleestraße 24 (Дюссельдорф)
Здание по улице Аллея-штрассе 24 (нем. Alleestraße 24) — ныне утраченный памятник истории, культуры и архитектуры. В настоящее время улица переименована в Аллею Генриха Гейне (в административном городской округ Штадтмитте Дюссельдорфа).

## Положение
Здание располагалось на углу улиц Аллея-штрассе и Эльберфельдер Штрассе. На противоположном (южном) углу Эльберфельдер Штрассе располагалось также ныне утраченный памятник истории и архитектуры - коммерческое здание Иоганна Петерса (Geschäftshaus Johann Peters) (Аллея-штрассе 26). В конце XIX  века между зданиями располагался официальный вход в Старый город Дюссельдорфа. Ещё южнее соседствовали Королевская гимназия (Königliches Gymnasium) и гостиница Брайденбахер Хоф (Breidenbacher Hof) (Аллея-штрассе 36).
На площади перед Аллея-Штрассе 24 в конце XIX-начале XX века возвышался памятник кайзеру Вильгельму I (Kaiser-Wilhelm-Denkmal) (ныне здесь расположен выход из метротрама на Болькер-штрассе.

## История
Здание было построено в 1882-1883 годах по проекту архитекторов Отто ван Эльса и Бруно Шмитца в стиле историзма, основанного на формах немецкого Северного Возрождения. На первом этаже размещалась торговая галерея, а выше — жилые этажи. Здание принадлежало вдове Шмиц-Лендерс, занимавшейся торговлей бельём, льняными изделиями и модными товарами..
Адресная книга Дюссельдорфа за 1888 год сообщает о том, что госпожа Лендерс являлась владелицей компании «Geschw. Lenders», поставщиком при прусском дворе.
Позже в магазине открылась винная таверна. Путеводитель по городу описывает здание как «Парижское» - кабаре, винный ресторан.
В конце XIX-начале XX века здание являлось одной из визитных карточек Дюссельдорфа и его фотографии часто помещали на почтовые открытки
.
Здание простояло до бомбардировок 1943 года, когда было разрушено. В настоящее время на его месте находится концертно-театральная контора Хайнерсдорф.

## Изображение здания на почтовых открытках

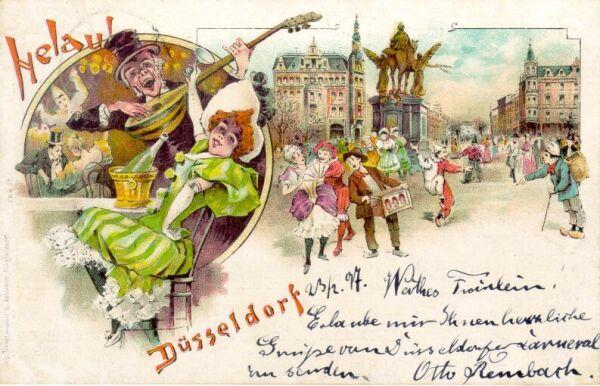
1897 год
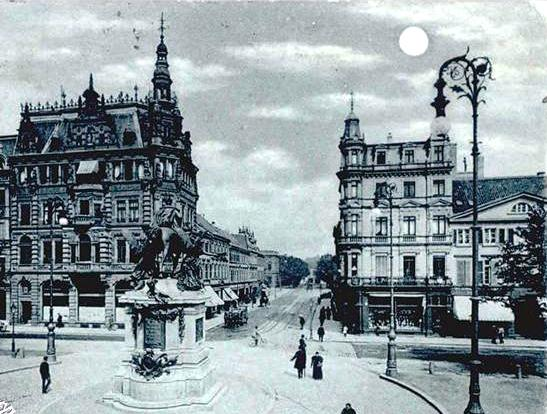
1898 год
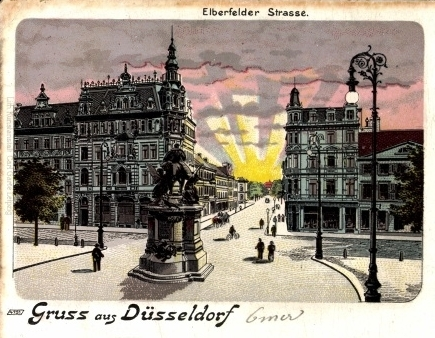
1906 год
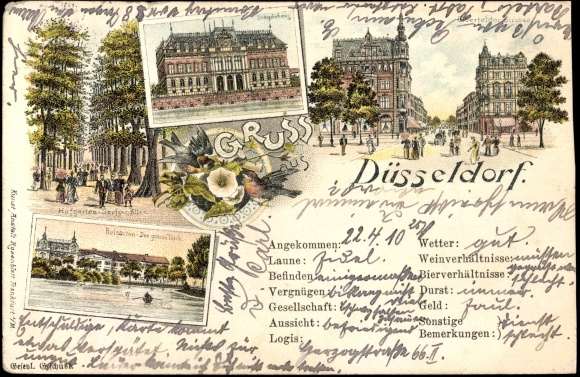
1910 год